# El Hijo Eterno
El hijo eterno (conocida también como Eternal Son en Estados Unidos) es una película argentina de drama dirigida por Juliana Rodríguez. Fue estrenada en 2023 y cuenta con las actuaciones de Alexia Moyano, Damián Albarino, Belén Sosa, Tamara Papadópulo, Lis Fernandez y Alejandra Waitomo.
La narrativa mezcla elementos de drama y thriller, con un tratamiento visual que refleja el paso del tiempo de manera orgánica mientras se cuenta la historia personal de Adrián (Damián Albarino). La película destaca por el uso del envejecimiento natural de los actores, ya que el rodaje de El hijo eterno comenzó en 2008, pero fue interrumpido y retomado en 2023.

## Argumento
La película narra la historia de Adrián (Damián Albarino), quien mantiene una relación amorosa con Jennifer (Alexia Moyano) marcada por conflictos y desequilibrios emocionales. Decidida a cortar el vínculo, Jennifer enfrenta las complejidades de la familia de Adrián, especialmente su hermana Marisa (Belén Sosa), cuyo comportamiento impredecible y conflictivo genera tensiones.
El relato incluye a Ivana (Tamara Papadópulo), quien se convierte en la prometida de Adrián. A medida que surgen enfrentamientos entre Ivana y Marisa, los acontecimientos llevan a Adrián a desaparecer durante 15 años, solo para regresar como un adulto en busca de reconciliación con su pasado turbulento.

## Reparto principal
- Damián Albarino como Adrián.
- Alexia Moyano como Jennifer.
- Belén Sosa como Marisa.
- Lis Fernandez como azafata y mujer de rojo.
- Alejandra Waitomo como psicóloga.
- Damián Valgiusti como padre de Adrián.
- Nanni Iglesias como madre de Adrián.
- Shahriar El Kosht como Nahuel.
- Diego Romero como Sergio.

## Producción
El rodaje de El hijo eterno comenzó en 2008, pero fue interrumpido y retomado en 2023. Durante este período, la historia fue reescrita para adaptarse a nuevas limitaciones presupuestarias, reduciendo las jornadas de grabación. Lis Fernandez y Alejandra Waitomo se sumaron al elenco en esta segunda etapa de producción.
La película fue dirigida por Juliana Rodríguez desde Carolina del Norte, Estados Unidos, mientras el rodaje se llevó a cabo en Buenos Aires, Argentina. El guion combina influencias del drama latinoamericano y el thriller clásico.

## Recepción
El hijo eterno ha sido reconocida internacionalmente, obteniendo 38 nominaciones y 27 premios en diversos festivales de cine.

#### Premios destacados
- Swedish International Film Festival (2024):
  - Premio SIFF Award of Eminence a Mejor Actor: Damián Albarino.
  - Nominación a Mejor Película Internacional: Juliana Rodríguez.
- Cult Movies International Film Festival (2024):
  - Mejor Actriz de Reparto: Lis Fernandez.
  - Mejor Drama: Juliana Rodríguez.
- NYC International Film Festival (2024):
  - Premio del Jurado a Mejor Actor: Damián Albarino.
  - Premio del Jurado a Mejor Dirección: Juliana Rodríguez.
- Brazil International Monthly Independent Film Festival (2024):
  - Mejor Dirección de Largometraje: Juliana Rodríguez.
  - Mejor Actriz de Reparto: Alexia Moyano.

Otros premios incluyen galardones en el Medusa Film Festival, London Indie Film Festival, y el Kraken International Film Festival.

## Filmación y estilo
La película se destaca por el uso del envejecimiento natural de los actores para representar el paso del tiempo, una decisión influenciada por las circunstancias imprevistas de la producción. Este enfoque le otorga una autenticidad singular que ha sido elogiada por la crítica.